# Salers (liqueur)
Pour les articles homonymes, voir Salers.
La Salers (prononcé [salɛʁ]) est une liqueur de gentiane du Massif central, produite en France. Élaborée à partir de gentiane jaune d'Auvergne, et tenant son nom d'une commune du Cantal, elle est distillée à Turenne (Corrèze).
L'appellation figurant sur les étiquettes est « Salers Gentiane », mais la désignation courante est « la Salers ».
Elle fait partie des liqueurs dites amères, et il s'agit de l'une des principales liqueurs de gentiane commercialisées en France, derrière la Suze et l'Avèze.

## Historique
En 1885, Ambroise Labounoux, originaire de Haute-Corrèze, fonde une distillerie à Montaignac-Saint-Hippolyte, près de Tulle, pour produire une liqueur de gentiane, une version améliorée du « quinquina du pauvre » consommé à partir des gentianes sauvages. À cette époque, la famille Labounoux s’approvisionne en racine de gentiane dans les montagnes autour du village de Salers, dans le département voisin du Cantal ; c'est la raison pour laquelle cet apéritif a été baptisé ainsi.
Au fil du temps, l'entreprise reste une affaire familiale.
En 1937, pour en faire la publicité, une chanson accompagnée par l'accordéon de Jean Ségurel, et dont les paroles sont de Jean Leymarie, auteur du succès Bruyères corréziennes est diffusée. Cette chanson se diffuse dans les campagnes ; elle est repérée dans les années 1970 par les enquêteurs qui pratiquent le collectage. Dans l'entre-deux-guerres, le succès de la Salers à Paris permet l'installation d'entrepôts à La Garenne-Colombes puis Puteaux (Hauts-de-Seine).
En 2006, la famille Labounoux, qui dirige alors une entreprise de 28 salariés et dispose d'une unité commerciale et logistique à Puteaux, cède la production de la Salers à la société Pagès Védrenne, via la holding Dolfi. En juin 2008, la production rejoint la Distillerie des Terres Rouges à Turenne (Corrèze) du groupe familial Védrenne dont le siège est au Puy-en-Velay.

## Recette
Les racines de gentiane provenant d'Auvergne sont nettoyées, dans les 24 heures suivant la récolte, puis broyées et macérées dans des cuves en inox, plongées dans l'alcool pendant trois à six mois.
Après filtrage, l'infusion est mélangée à un distillat obtenu par passage des racines dans des alambics. Ensuite, pendant trois ans, un long affinage en fût de chêne est réalisé selon une recette inchangée, comprenant l'introduction d'épices et aromates, et dont les détails demeurent secrets.
L'approvisionnement se fait dans le Puy-de-Dôme. Depuis 2008, la filière est sécurisée par contractualisation avec un cultivateur de gentiane établi à Bourg-Lastic, la ressource étant en voie de raréfaction à l'état sauvage. Les racines sont acheminées jusqu'à la gare de Turenne.

## Commercialisation

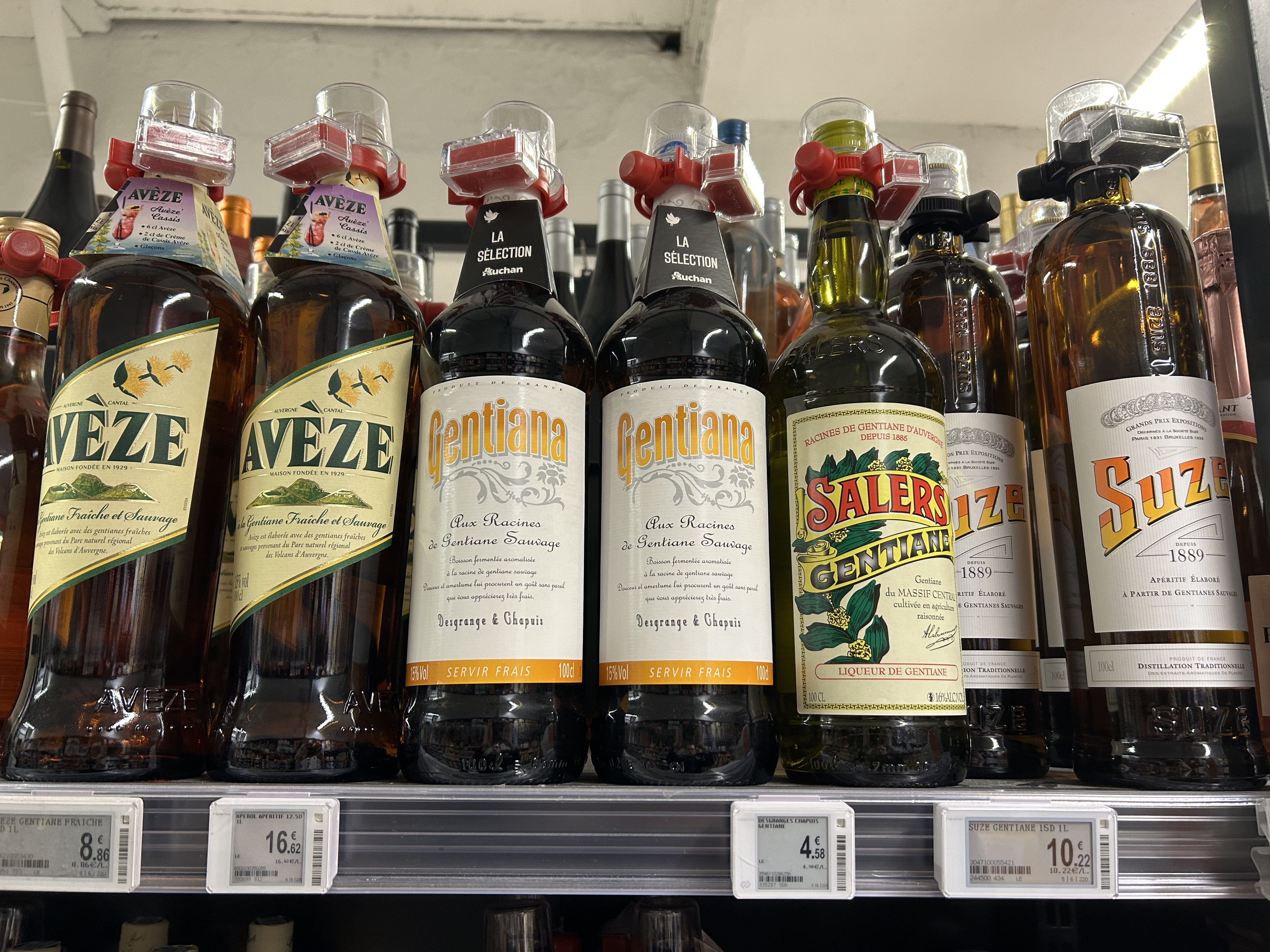
Différentes liqueurs de gentiane dans un supermarché à Lyon, dont une bouteille de Salers.

### Gamme
La Salers existe en trois titrages d'alcool: 16°, 20°, 25°, dont les bouteilles sont distinguées par la couleur du bouchon, ainsi qu'en apéritif sans alcool (« Ziane Gentiane ») et en sirop. En 2019, la société Védrenne lance un gin aromatisé à la gentiane, commercialisé sous le nom de « Gin Salers »,, vieilli en fûts de chêne et produit en édition limitée.

### Consommation

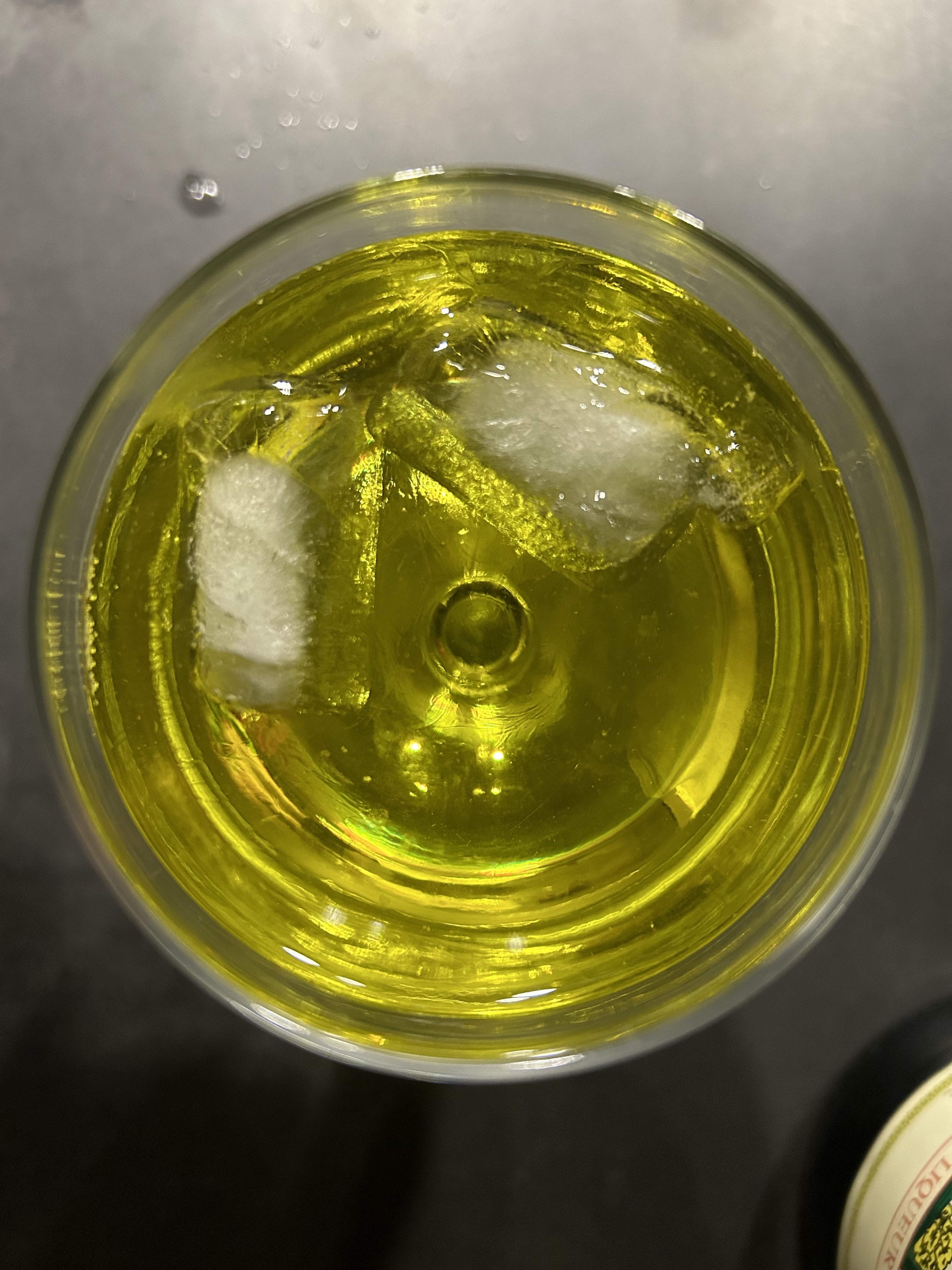
Verre de Salers avec glaçons.

La Salers se consomme à l'apéritif, pure avec des glaçons, ou accompagnée de crème de cassis ou d'un jus de citron.
En marge du Brive Festival, organisé chaque été à Brive-la-Gaillarde, une variante du mojito à base de Salers, le salerito, a été conçue par les organisateurs.
À la fin des années 2010, la mode du spritz bénéficie aussi à la Salers, qui comme d'autres liqueurs et digestifs, entre dans la composition de variantes originales et régionales.

### Aire de diffusion
La Salers bénéficie de l'exil des Limousins et Auvergnats au début du XXe siècle pour acquérir une réputation à Paris. 
Présentée comme de « renommée locale » au début des années 2000, à la différence de la Suze, dont la diffusion est franchement nationale, la Salers voit toutefois sa promotion renforcée dans les années qui suivent, de sorte qu'elle puisse être achetée sur tout le territoire français.
Les ventes annuelles s'élèvent à 400 000 bouteilles en 2003.
Environ 10 % de la production est exportée, notamment aux États-Unis. Auprès des barmen, la liqueur y connaît le succès, ainsi qu'en Australie.